# Jaroslavl
Jaroslavl (russisk: Ярославль, tr. Jaroslavl) er en by i Jaroslavl oblast i Den Russiske Føderation. Jaroslav er administrativt center i oblasten, og har 567.443 (2024) indbyggere. Byens areal er 205 km². Jaroslavl har det tredje højeste indbyggertal i det Centrale føderale distrikt. Byen er et transportcenter for vej- og jernbanetransport ligesom byen har flodhavn og lufthavn.

## Geografi
Jaroslavl ligger i den centrale del af den Østeuropæiske Slette (mere præcist i Jaroslavl-Kostroma-sænkningen) på begge bredder af floden Volga ved sammenløbet med floden Kotorosl; 282 km nord-øst for Moskva. Byen har et areal på 205.37 km². Den gennemsnitlige højde af byens centrum er 100 moh.

### Klima
Jaroslavl og omgivelserne har tempereret fastlandsklima, med kolde, snedækkede og tørre vintre og moderate varme somre.
Vinteren omkring Jaroslavl begynder i starten af november og varer cirka fem måneder. Den koldeste måned på året er januar med en gennemsnits temperatur på -8,2 °C; ofte er temperaturer under -20 °C, i særlige tilfælde, senest i marts 2006, kan der være ned til -35 - -40 °C. Til tider kan der også være tøvejr i januar, som i 1932, hvor tøvejret varede i 17 dage.
Typisk for sommeren i Jaroslavl er den relativt store mængde af nedbør, som når sit højdepunkt i juli, der er den varmeste måned på året med en gennemsnitlig dagtemperatur på 23,3 °C og lejlighedsvis over 30 °C. Fra september indledes det to måneder lange efterår, som har relativ høj luftfugtighed, et lille antal solskinsdage og hastigt faldende temperaturer, første nattefrost kan forekomme i august. Den gennemsnitlige årlige nedbør i byen er 591 mm. Juli måned har mest nedbør med 84 mm, mens februar og marts er de tørreste måneder.

## Historie
Nær på Jaroslavl ved Timerjov på bredden af floden Kotorosl opstod en slavisk-skandinavisk bosættelse omkring 800-tallet, hvor der bl.a. er udgravet 472 gravhøje.
Det menes, at byen Jaroslavl blev grundlagt i 1010, da som en forpost i Fyrstendømmet Rostov, men er ikke nævnt i historiebøgerne før en hungersnød, der brød ud i 1071. Byen har fået sit navn efter grundlæggeren af "Jaroslav den vise". Jaroslavls kloster, der blev grundlagt i 1100-tallet, er Ruslands ældste. I 1218 blev byen hovedstad i det Jarosvlaviske fyrstedømme. Jaroslavl blev i 1463 en del af storfyrstendømmet Moskva. I løbet af 1600-tallet var Jaroslavl den næststørste by i Rusland, hvilket førte til byen blev hovedstad i en periode på grund af Polsk invasion af Moskva.
Under den russiske revolution i 1918 ødelagdes store dele af den gamle by under et hvidt angreb på byen. 1924 oprettet et bibliotek og uddannelsesinstitutioner i byen.
I 1920 indledtes opførelsen af "Stor Jaroslav", en femdobling af byen, nye gader blev anlagt, og et omfattende byggeri af lejligheder og produktionsfaciliteter indledtes. I 1921 blev sporvognene restaureret, i 1922 blev den centrale del af byen kloakeret, i 1924 installeredes et nyt telefonsystem, i 1925 blev den første telefonboks opstillet. Ved midten af 1920'erne havde byen mere end 100.000 indbyggere. I 1923 blev Jaroslavl provinsielle Hovedbibliotek grundlagt på grundlag af Pusjkin biblioteket. I 1924 blev alle museer i byen sammensluttet i Jaroslavl regionale Statsmuseum. I 1929 var de største virksomheder i Jaroslavl: "Røde perekop" (russisk: Красный Перекоп), "Det røde fyrtårn" (russisk: Красный маяк), "Arbejderklassens sejr" (russisk: Победа рабочих) og "De frie arbejdere" (russisk: Свободный труд), der ud over var der skomagerier, garverier, møller, samt fabrikken, der havde tilhørt Westinghouse, som producerede bremser.
I 1936 blev en ny udviklingsplan vedtaget, der indbefattede omdannelsen af byens centrum, nye gader, bebyggelse af havnefronten, anlæggelse af industrikvarterer i den nordlige og sydlige udkant af byen. I november 1926 åbnedes den første fase af Lyapinskaya elværk, der skabte grundlag for videreudvikling af industrien i byen. I den første fem årsplan (1928-1933) begyndte opførelsen Rezinokombinata, en fabrik, der producrede syntetisk gummi og et skibsværft. Rezinokombinata, der stod færdigt i 1932, var verdens første anlæg til produktion af syntetisk gummi. Det syntetiske gummi blev benyttet i Jaroslavl dækfabrik, der var verdens første masseproduktion af dæk på grundlag af syntetisk gummi. I begyndelsen af 1940'erne leverede fabrik omkring 80% af dækkene til køretøjer i Sovjetunionen. I marts 1933 blev første etape af Jaroslavl gummi-asbest-anlæg sat i drift.
I 1929 blev Jaroslavl guvernement afskaffet, men i 1936 blev Jaroslav by igen administrativt center, da Jaroslavl oblast blev dannet.

### Anden verdenskrig
Under Anden Verdenskrig kæmpede mere end en halv million indbyggere fra Jaroslavl oblast ved fronten, mere end 200.000 blev dræbt eller savnedes. Da Nazityskland i det sene efterår 1941 stod mindre end 50 kilometer fra oblasten, blev byen udsat for tyske flyangreb. Fra de første måneder af krigen blev industrien i Jaroslavl omstillet til militær produktion, og spillede en vigtig rolle i at levere basale fornødenheder til forsvarssektoren.
Jaroslavl var aktivt involveret i genopbygningen af økonomien. Produktionen blev øget på en række af de gamle fabrikker. I 1958 blev Jaroslavl automobilfabrik til Jaroslavl motorfabrik, der blev den vigtigste leverandør af dieselmotorer til biler i landet. I 1961 åbner Novoyaroslavsky raffinaderiet. I 1962 blev en ny bro over Kotorosl indviet, i 1965 oktober blev en ny bro over Volga indviet, i 1980'erne blev yderligere en bro over Kotorosl indviet, i 2000'erne blev den seneste bro over floden Volga indviet.
I 1944 åbnede Jaroslavls militære infanteriskole og Jaroslavskijs medicinske institut (nu Jaroslavl medicinske statsakademi). I 1951 åbnedes Jaroslavls militære tekniske skole for luftforsvarstropper. I 1944 åbnedes gummiindustriens teknologiske institut. I 1962 åbnedes Jaroslavl teaterskole. I 1969 genåbnedes Jaroslavls statsuniversitet. I 1985 åbnede Jaroslavl bymuseum.
I 2010 fejrede byen tusindsårsjubilæum.

### Flystyrtet i Jaroslavl 2011
Den 7. september 2011 omkom næsten hele spillertruppen fra ishockeyholdet Lokomotiv Jaroslavl i et flystyrt udenfor Jaroslavl. I alt mistede 43 mennesker livet ved ulykken. Den eneste overlevende var højrevingen Alexander Galimov, der døde den 12. september 2011.

## Demografi
Folketællingen i 2010 viste en samlet befolkning på 591.486 indbyggere, hvilket gav Jaroslavl en 23. plads blandt de største byer i Rusland. Byens befolkning består næsten udelukkende af etniske russere, de fleste af indbyggerne er medlem af den russisk-ortodokse kirke. Andre etniske grupper og religiøse trosretninger spiller en mindre rolle i Jaroslavl, alligevel er der en moske i byen, der blev bygget i 1914 på initiativ af tatar-samfundet i byen, og en jødisk synagoge.

### Historisk udvikling
| Demografisk udvikling af Jaroslavl mellem 1811 og 2016 |         |         |         |         |         |         |         |         |         |         |         |         |
| år                                                     | 1811    | 1840    | 1863    | 1897*   | 1914    | 1923    | 1926*   | 1939*   | 1959*   | 1970*   | 1979*   | 1989*   |
| befolkning                                             | 23.800  | 34.900  | 27.700  | 71.616  | 111.200 | 91.000  | 112.200 | 299.359 | 407.071 | 517.314 | 596.951 | 632.991 |
| år                                                     | 1992    | 1996    | 1998    | 2000    | 2002*   | 2004    | 2006    | 2008    | 2010*   | 2012    | 2014    | 2016    |
| befolkning                                             | 636.900 | 627.500 | 623.300 | 616.700 | 613.088 | 608.300 | 603.700 | 605.200 | 591.486 | 595.155 | 602.400 | 606.703 |

* Note: Folketælling

## Administrativ inddeling
Jaroslavl er inddelt i seks administrative distrikter (rajoner) med en befolkning på mellem 60.000 og 170.000. Fem rajoner er beliggende på højre bred af Volga, mens Zavolzjskij rajon ligger på venstre bred af floden.
| Rajon                          | Russisk navn            | Indbyggertal (anslået 2016) | Jaroslavls rajoner |
| ------------------------------ | ----------------------- | --------------------------- | ------------------ |
| Dzerzjinskij rajon Lysgrøn     | Дзержинский район       | 167.624                     |                    |
| Zavolzjskij rajon Mørkgrøn     | Заволжский район        | 119.921                     |                    |
| Kirovskij rajon Gul            | Кировский район         | 55.776                      |                    |
| Krasnoperekopskij rajon Lysrød | Красноперекопский район | 69.286                      |                    |
| Leninskij rajon Mørkrød        | Ленинский район         | 61.517                      |                    |
| Frunzenskij rajon Vissengrøn   | Фрунзенский район       | 132.579                     |                    |

## Økonomi
De vigtigste industrigrene i Jaroslavl er maskinindustri, skibsbygning, elektronik, kemisk industri og petrokemisk industri samt let- og tekstilindustri. Der produceres blandt andet bildæk og andre gummiprodukter, gummi, dieselmotorer, lak og maling, byggematerialer, sko, bøger og fødevarer i byen.

## Transport
Jaroslavl ligger i skæringspunktet mellem flere større veje, jernbaner og vandveje. Det er en stor flodhavn på Volga.
Byen har et veludviklet netværk af offentlig transport: busser, trolleybusser og sporvogne. Tunosjna Lufthavn ligger omkring 10 km øst for byen.
Der er en jernbanebro og to vejbroer over Volga i byen. Den anden vejbro blev sat i drift i oktober 2006.
Der er to store banegårde for passagerer: Jaroslavl-Glavnij og Jaroslavl-Moskovskij. Elektriske tog går til Danilov, Rostov, Alexandrov, Nerekhta og Kostroma. Dieseldrevne tog går til Rybinsk og Ivanovo. Mange langdistancetog passerer igennem Jaroslavl.

## Seværdigheder
På trods virkningerne af den russiske borgerkrig og en række luftangreb under Anden Verdenskrig, har byen Jaroslavl bevaret en stor del af 1500-, 1600- og 1700-tallets bymæssige bebyggelse. De historiske bygninger gør byen til et monument over den arkitektoniske udvikling i Det Russiske Kejserrige. Centralt i byen, der dækker et areal på omkring 600 ha, er der omkring 140 føderalt beskyttede arkitektoniske monumenter og Jaroslavl er en af de vigtigste byer i Den Gyldne Ring. Eliaskirkens freskomalerier og hvælvinger udgør i sig selv et museum. Siden 2005 er disse bygninger, sammen med Spasskij Preobrazhenskij-Klosteret, optaget på UNESCOs Verdensarvsliste. Ud over det centrale Jaroslavl er der en række bygninger af arkitektonisk værdi beliggende uden for byens centrum.

## Venskabsbyer
Jaroslavl er venskabsby med følgende byer:
| - Poitiers, Frankrig - Palermo, Italien - Nanjing, Kina | - Vilnius, Litauen - Coimbra, Portugal - Exeter, Storbritannien | - Hanau, Tyskland - Kassel, Tyskland - Burlington, USA |

## Personer fra Jaroslavl
- Artjom Anisimov - russisk ishockeyspiller
- Aleksandr Galimov - russisk ishockeyspiller
- Jelena Grosjeva - russisk gymnast
- Andrej Khomutov - sovjetisk/russisk ishockeyspiller
- Mikhail Kuzmin - russisk digter, musiker og forfatter
- Aleksandr Ljapunov - russisk matematiker og fysiker
- Sergej Ljapunov - russisk komponist og pianist
- Jurij Ljubimov - russisk skuespiller
- Aleksandr Petrov - russisk Oscar-vindende animator
- Ljudmila Postnova - russisk håndboldspiller
- Leonid Sobino - russisk operasanger
- Vladimir Tarasenko - russisk ishockeyspiller
- Maksim Tarasov - sovjetisk/russisk stangspringer
- Aleksandr Vasjunov - russisk ishockeyspiller
- Fjodor Volkov - russisk skuespiller og grundlægger af russisk teater

### Kendte æresborgere
- Valentina Teresjkova - sovjetisk kosmonaut
- Tichon af Moskva - russisk patriark